# Hellraiser: Deader
Hellraiser: Deader, auch bekannt als Hellraiser 7: Deader, ist die sechste Fortsetzung des Horror-Klassikers Hellraiser – Das Tor zur Hölle und wurde 2005 auf DVD veröffentlicht. Regie führte Rick Bota, welcher auch schon für den direkten Vorgänger Hellraiser: Hellseeker verantwortlich war und gleichzeitig Hellraiser: Hellworld inszenierte.

## Handlung
Reporterin Amy Klein wird von ihrem Chef nach Bukarest geschickt, um dort mehr über eine Gruppe junger Okkultisten herauszufinden. Diese sind angeblich in der Lage, nachdem sie Selbstmord begangen haben, vom Tod wiederaufzuerstehen. Die Sekte nennt sich selbst Deader und ihr Anführer ist im Besitz des geheimnisvollen Würfels, welcher schon aus den anderen Teilen der Reihe bekannt ist. Ziel des Anführers ist die Weltherrschaft. Als Klein in Bukarest ankommt, scheinen die Grenzen zwischen (Alb)Traum und Realität zu verschwimmen und sie findet sich mitten im Kampf zwischen Pinhead, dem Anführer der Zenobiten, und dem Anführer der Deader wieder. Am Ende entdeckt sie ein tödliches Geheimnis ihrer selbst.

## Synchronisation
Die deutsche Synchronfassung entstand bei der Studio Babelsberg Synchron in Potsdam. Carsten Bengelsdorf schrieb das Dialogbuch und Engelbert von Nordhausen führte Regie.
| Rolle            | Darsteller                      | Synchronsprecher                    |
| ---------------- | ------------------------------- | ----------------------------------- |
| Amy Klein        | Kari Wuhrer Maria Pintea (jung) | Nana Spier Charlotte Mertens (jung) |
| Winter           | Paul Rhys                       | Peter Flechtner                     |
| Charles Richmond | Simon Kunz                      | Till Hagen                          |
| Marla            | Georgina Rylance                | Antje von der Ahe                   |
| Pinhead          | Doug Bradley                    | Ernst Meincke                       |
| Katia            | Ioana Abur                      | Gundi Eberhard                      |
| Anna             | Madalina Constantin             | Angela Ringer                       |
| Kleines Mädchen  | Daria Enescu                    | Maria Vagt                          |
| Reporter         | Hugh Jorgin                     | Jan Kurbjuweit                      |
| Betty            | Linda Marlowe                   | Regine Albrecht                     |
| Joey             | Marc Warren                     | Bernhard Völger                     |

## Kritik
„Siebter Ableger der "Hellraiser"-Serie, die sich längst meilenweit von Clive Barkers Vorlage entfernt hat und der Albtraumfigur "Pinhead" nur noch zu Gastauftritten verhilft. Die recht blutige Horrorgeschichte richtet sich an ein einschlägiges Fanpublikum.“

## Trivia
- Hellraiser: Deader wurde gleichzeitig mit Hellraiser: Hellworld inszeniert.
- Kari Wuhrer und Doug Bradley arbeiteten zuvor zusammen bei God's Army IV.
- Angeblich war dieser Film gar nicht als Teil der Hellraiser-Reihe geplant.
- Aus Kostengründen wurde der Film ebenso wie Teil acht in Bukarest gedreht.